# IAR-39
Die rumänische IAR-39 war ein einmotoriges Aufklärungsflugzeug und Bomber des Zweiten Weltkrieges.

## Entwicklung
Die Konstruktionsarbeiten bei der Industria Aeronautică Română in Brașov begannen Mitte der 1930er-Jahre mit dem Vorgängermuster IAR-37, das 1937 erstmals flog. Sie war als Anderthalbdecker in Holz-Metall-Gemischtbauweise ausgelegt, verfügte über ein starres Fahrwerk und wurde von einem K.14-Sternmotor angetrieben. Ausgerüstet war sie mit einer Doppelsteuerung, einem Estopey-Bombenzielgerät, Kamera und Funkgerät und konnte an Unterflügelstationen bis zu sechs 100-kg-Bomben mitführen. Als charakteristisches Merkmal besaß sie zur besseren Gefechtsfeldbeobachtung rechts und links in den Rumpfseiten je ein Fenster.
Die Serienproduktion begann 1938. Nachfolgemodell war die 1939 entstandene IAR-38 mit um 5 m² vergrößerter Tragflügelfläche und leistungsschwächerem BMW-Motor. Von beiden Typen entstanden etwa 125 Exemplare.
Als Hauptmodell entstand schließlich im selben Jahr die IAR-39, die wieder mit einem K.14-Triebwerk ausgestattet wurde. Aufgrund ihrer etwas verkleinerten Maße besaß sie eine bessere Anfangssteiggeschwindigkeit als ihre Vorgänger. Es entstanden bei IAR etwa 100 und bei Societatea Pentru Exploatări Tehnice (SET) in Bukarest 96 IAR-39, die 1940 den rumänischen Luftstreitkräften (Fortelor Aeriene Regal ale Romania) zugeführt wurden. Vom geplanten Nachfolgemuster IAR-47 entstand 1940 nur ein Prototyp.
Die IAR-39 dienten im Krieg gegen die Sowjetunion trotz ihrer veralteten Konstruktion als taktischer Aufklärer oder leichter Bomber. Die nach Kriegsende übriggebliebenen IAR-39 wurden von den neuformierten sozialistischen rumänischen Luftstreitkräften als Schul- und Verbindungsflugzeuge eingesetzt.

## Technische Daten
| Kenngröße             | Daten                                                   |
| --------------------- | ------------------------------------------------------- |
| Konstrukteur(e)       | I. Grosu / I.Cosereanu / G. Zolta                       |
| Hersteller            | Industria Aeronautică Română                            |
| Baujahr(e)            | 1939–1940                                               |
| Besatzung             | 2–3 (Pilot / Beobachter / Bordschütze)                  |
| Länge                 | 9,60 m                                                  |
| Spannweite            | 13,10 m                                                 |
| Höhe                  | 3,99 m                                                  |
| Flügelfläche          | 40,30 m²                                                |
| Leermasse             | 2177 kg                                                 |
| Startmasse            | 3085 kg (Bomber) 3007 kg (Aufklärer)                    |
| Antrieb               | ein luftgekühlter 9-Zylinder-Sternmotor IAR K 14-IV C32 |
| Leistung              | 649 kW (870 PS)                                         |
| Höchstgeschwindigkeit | 336 km/h in 3500 m Höhe                                 |
| Reisegeschwindigkeit  | 295 km/h                                                |
| Steigzeit             | 12 min 21 s auf 6000 m Höhe                             |
| Dienstgipfelhöhe      | 8000 m                                                  |
| Reichweite            | normal 650 km maximal 1050 km                           |
| Bewaffnung            | ein starres 7,9-mm-MG zwei bewegliche 7,9-mm-MG         |
| Abwurfmunition        | 288 kg Bomben oder 144 Luftgranaten                     |